# ビームス (IT企業)
ビームス株式会社（英: VIAMS Inc.）は、日本のIT企業。ヘルスケアテクノロジーやソフトウェア開発のサービスを提供する企業である。

## 概要
医療業界に特化したソフトウェア開発を主力とする。。
自社ソリューションとして薬剤管理指導（服薬指導）や化学療法の支援などのシステムであるMediStep21（メディステップ21）を提供していたが、2021年10月に株式会社アイソプラへの事業移管が発表された。